# Corynosoma alaskensis
Corynosoma alaskensis är en hakmaskart som beskrevs av Yves-Jean Golvan 1958. Corynosoma alaskensis ingår i släktet Corynosoma och familjen Polymorphidae. Inga underarter finns listade i Catalogue of Life.